# Atexcalco
Atexcalco är en ort i Mexiko.   Den ligger i kommunen Soledad Atzompa och delstaten Veracruz, i den sydöstra delen av landet, 220 km öster om huvudstaden Mexico City. Atexcalco ligger 2 460 meter över havet och antalet invånare är 634.
Terrängen runt Atexcalco är kuperad åt sydost, men åt nordväst är den bergig. Runt Atexcalco är det ganska tätbefolkat, med 120 invånare per kvadratkilometer. Närmaste större samhälle är Orizaba, 17,6 km nordost om Atexcalco. I omgivningarna runt Atexcalco växer i huvudsak blandskog.